# Copa de Rusia
La Copa de Rusia (en ruso: Кубок России, transliterado como Kubok Rossii) es una competición de fútbol de Rusia que se disputa en rondas eliminatorias. Fue creada en 1992 y la organiza la Unión del Fútbol de Rusia.
Los clubes más ganadores son el FC Lokomotiv de Moscú y PFC CSKA Moscú con un total de nueve títulos. El actual poseedor del título en 2025 es el PFC CSKA Moscú.
El ganador de la competición disputa la Supercopa de Rusia frente al campeón de la Liga Premier de Rusia.

## Sistema de competición
En la Copa de Rusia solo participan los clubes profesionales y, por lo tanto, los equipos de la Liga Premier, Primera División y Segunda División. Inicialmente toman parte en las eliminatorias los clubes de Segunda División. A partir de la ronda de 1/32 de final se incorporan los clubes de Primera División, en dieciseisavos de final ingresan los clubes de la Liga Premier. Todas las eliminatorias se disputan a partido único y la final se disputa en terreno neutral, generalmente en Moscú.
El equipo campeón normalmente conseguía una plaza en la fase de grupos de la Liga Europea de la UEFA hasta la temporada 2021-22. Sin embargo, todos los clubes rusos, así como la Selección de fútbol de Rusia, han sido excluidos de las competiciones europeas debido a la invasión rusa de Ucrania.

## Palmarés
- Para campeones anteriores a 1993 véase Copa de la Unión Soviética.

| Temporada | Campeón               | Resultado        | Finalista             | Sede de la final                         |
| --------- | --------------------- | ---------------- | --------------------- | ---------------------------------------- |
| 1992-93   | Torpedo Moscú         | 1 - 1 (5-3 pen.) | CSKA Moscú            | Estadio Olímpico Luzhnikí, Moscú         |
| 1993-94   | Spartak Moscú         | 2 - 2 (4-2 pen.) | CSKA Moscú            | Estadio Olímpico Luzhnikí, Moscú         |
| 1994-95   | Dinamo Moscú          | 0 - 0 (8-7 pen.) | Rotor Volgogrado      | Estadio Olímpico Luzhnikí, Moscú         |
| 1995-96   | Lokomotiv Moscú       | 3 - 2            | Spartak Moscú         | Estadio Dinamo, Moscú                    |
| 1996-97   | Lokomotiv Moscú       | 2 - 0            | Dinamo Moscú          | Estadio Torpedo, Moscú                   |
| 1997-98   | Spartak Moscú         | 1 - 0            | Lokomotiv Moscú       | Estadio Olímpico Luzhnikí, Moscú         |
| 1998-99   | Zenit San Petersburgo | 3 - 1            | Dinamo Moscú          | Estadio Olímpico Luzhnikí, Moscú         |
| 1999-00   | Lokomotiv Moscú       | 3 - 2            | CSKA Moscú            | Estadio Dinamo, Moscú                    |
| 2000-01   | Lokomotiv Moscú       | 1 - 1 (4-3 pen.) | Anzhí Majachkalá      | Estadio Dinamo, Moscú                    |
| 2001-02   | CSKA Moscú            | 2 - 0            | Zenit San Petersburgo | Estadio Olímpico Luzhnikí, Moscú         |
| 2002-03   | Spartak Moscú         | 1 - 0            | FC Rostov             | Estadio Lokomotiv, Moscú                 |
| 2003-04   | Terek Grozny          | 1 - 0            | Krylya Sovetov Samara | Estadio Lokomotiv, Moscú                 |
| 2004-05   | CSKA Moscú            | 1 - 0            | FC Khimki             | Estadio Lokomotiv, Moscú                 |
| 2005-06   | CSKA Moscú            | 3 - 0            | Spartak Moscú         | Estadio Olímpico Luzhnikí, Moscú         |
| 2006-07   | Lokomotiv Moscú       | 1 - 0            | FC Moscú              | Estadio Olímpico Luzhnikí, Moscú         |
| 2007-08   | CSKA Moscú            | 2 - 2 (4-2 pen.) | Amkar Perm            | Estadio Olímpico Luzhnikí, Moscú         |
| 2008-09   | CSKA Moscú            | 1 - 0            | Rubin Kazán           | Arena Jimki, Jimki-Moscú                 |
| 2009-10   | Zenit San Petersburgo | 1 - 0            | Sibir Novosibirsk     | Estadio Olimp - 2, Rostov del Don        |
| 2010-11   | CSKA Moscú            | 2 - 1            | Alania Vladikavkaz    | Estadio Shinnik, Yaroslavl               |
| 2011-12   | Rubin Kazán           | 1 - 0            | Dinamo Moscú          | Estadio Central, Ekaterimburgo           |
| 2012-13   | CSKA Moscú            | 1 - 1 (4-3 pen.) | Anzhí Majachkalá      | Ajmat Arena, Grozni                      |
| 2013-14   | FC Rostov             | 0 - 0 (6-5 pen.) | FC Krasnodar          | Anzhi-Arena, Kaspisk - Majachkalá        |
| 2014-15   | Lokomotiv Moscú       | 3 - 1            | Kubán Krasnodar       | Estadio Central, Astracán                |
| 2015-16   | Zenit San Petersburgo | 4 - 1            | CSKA Moscú            | Kazán Arena, Kazán                       |
| 2016-17   | Lokomotiv Moscú       | 2 - 0            | Ural Ekaterimburgo    | Estadio Olímpico, Sochi                  |
| 2017-18   | FC Tosno              | 2 - 1            | Avangard Kursk        | Volgogrado Arena, Volgogrado             |
| 2018-19   | Lokomotiv Moscú       | 1 - 0            | Ural Ekaterimburgo    | Samara Arena, Samara                     |
| 2019-20   | Zenit San Petersburgo | 1 - 0            | FC Khimki             | Estadio Central, Ekaterimburgo           |
| 2020-21   | Lokomotiv Moscú       | 3 - 1            | Krylia Sovetov Samara | Estadio Nizhni Nóvgorod, Nizhni Nóvgorod |
| 2021-22   | Spartak Moscú         | 2 - 1            | Dinamo Moscú          | Estadio Olímpico Luzhnikí, Moscú         |
| 2022-23   | CSKA Moscú            | 1 - 1 (6-5 pen.) | FC Krasnodar          | Estadio Olímpico Luzhnikí, Moscú         |
| 2023-24   | Zenit San Petersburgo | 2 - 1            | Baltika Kaliningrado  | Estadio Olímpico Luzhnikí, Moscú         |
| 2024-25   | CSKA Moscú            | 0 - 0 (4-3 pen.) | FC Rostov             | Estadio Olímpico Luzhnikí, Moscú         |

## Títulos por club
| Club                     | Títulos | Años campeón                                         | Subtítulos | Años Subcampeón        |
| ------------------------ | ------- | ---------------------------------------------------- | ---------- | ---------------------- |
| PFC CSKA Moscú           | 9       | 2002, 2005, 2006, 2008, 2009, 2011, 2013, 2023, 2025 | 4          | 1993, 1994, 2000, 2016 |
| FC Lokomotiv Moscú       | 9       | 1996, 1997, 2000, 2001, 2007, 2015, 2017, 2019, 2021 | 1          | 1998                   |
| FC Zenit San Petersburgo | 5       | 1999, 2010, 2016, 2020, 2024                         | 1          | 2002                   |
| FC Spartak de Moscú      | 4       | 1994, 1998, 2003, 2022                               | 2          | 1996, 2006             |
| FC Dinamo Moscú          | 1       | 1995                                                 | 4          | 1997, 1999, 2012, 2022 |
| FC Rostov                | 1       | 2014                                                 | 2          | 2003, 2025             |
| FC Rubin Kazán           | 1       | 2012                                                 | 1          | 2009                   |
| FC Torpedo Moscú         | 1       | 1993                                                 | -          | ---                    |
| Ajmat Grozni             | 1       | 2004                                                 | -          | ---                    |
| FC Tosno                 | 1       | 2018                                                 | -          | ---                    |
| FC Anzhí Majachkalá †    | -       | ---                                                  | 2          | 2001, 2013             |
| FC Ural Ekaterimburgo    | -       | ---                                                  | 2          | 2017, 2019             |
| FC Jimki                 | -       | ---                                                  | 2          | 2005, 2020             |
| FC Krylia Sovetov Samara | -       | ---                                                  | 2          | 2004, 2021             |
| FC Krasnodar             | -       | ---                                                  | 2          | 2014, 2023             |
| FC Rotor Volgogrado      | -       | ---                                                  | 1          | 1995                   |
| FC Moscú †               | -       | ---                                                  | 1          | 2007                   |
| FC Amkar Perm †          | -       | ---                                                  | 1          | 2008                   |
| FC Sibir Novosibirsk     | -       | ---                                                  | 1          | 2010                   |
| FC Alania Vladikavkaz    | -       | ---                                                  | 1          | 2011                   |
| FC Kubán Krasnodar       | -       | ---                                                  | 1          | 2015                   |
| FC Avangard Kursk        | -       | ---                                                  | 1          | 2018                   |
| FC Baltika Kaliningrado  | -       | ---                                                  | 1          | 2024                   |

- † Equipo desaparecido.